# ファルカーデ
ファルカーデ（伊: Falcade）は、イタリア共和国ヴェネト州ベッルーノ県にある、人口約1,800人の基礎自治体（コムーネ）。

## 地理

### 位置・広がり

#### 隣接コムーネ
隣接するコムーネは以下の通り。括弧内のTNはトレント自治県（トレンティーノ＝アルト・アディジェ州）所属を示す。
- カナーレ・ダーゴルド
- モエーナ (TN)
- プリミエーロ・サン・マルティーノ・ディ・カストロッツァ (TN)
- ロッカ・ピエートレ
- ソラーガ・ディ・ファッサ (TN)

### 気候分類・地震分類
気候分類では、zona F, 4309 GGに分類される。
また、イタリアの地震リスク階級 (it) では、zona 3 (sismicità bassa) に分類される。

## 行政

### 分離集落
ファルカーデには、以下の分離集落（フラツィオーネ）がある。
- Caviola, Costa, Falcade Alto, le Fratte, Ganz, Marmolada, Molino, Sappade, Somor, Tabiadon di Val, Valt, Villotta

## 姉妹都市
- Massaranduba、ブラジル 2011年